# Ray Pizzi
Raymond Michael 'Ray' Pizzi (Everett (Massachusetts), 19 januari 1941) is een Amerikaanse jazzmuzikant (saxofoon, klarinet, fluit, fagot) en -componist van de modernjazz.

## Biografie
Pizzi kreeg vanaf 5-jarige leeftijd klarinetles. Hij studeerde van 1960 tot 1964 aan het Boston Conservatory en tegelijkertijd aan het Berklee College of Music. Daarna werkte hij als muziekdocent in Boston en toerde in 1966 met Woody Herman. Daarna vestigde hij zich in Los Angeles, waar hij fagotlessen volgde bij Simon Kovar en lid was van de bands van Don Menza en Louis Bellson (1970/1971). In 1972 en 1973 speelde hij met Willie Bobo en ook met Mocair Santos. Vervolgens werkte hij met zeer uiteenlopende musici als Mark Levine, Frank Zappa, Shelly Manne, Barney Kessel, Barbra Streisand, Burt Bacharach, Quincy Jones, Milcho Leviev, Lee Ritenour en Charlie Haden. Hij heeft ook opnamen gemaakt met Ravi Shankar, Madonna, Dizzy Gillespie, Nana Simopoulos en Bob Florence. Henry Mancini schreef voor hem zijn Piece for Jazz Bassoon and Orchestra, dat in 1981 in première ging. Sinds de publicatie van zijn eerste lp Appassionato (1975) heeft hij ook een aantal verschillende albums opgenomen en zijn eigen projecten gepresenteerd op belangrijke festivals zoals het Monterey Jazz Festival en Berkeley. In Europa toerde hij in de jaren 1980 meerdere keren met Götz Tangerding en Christian Stock en in de jaren 1990 met Wolfgang Lackerschmid. Zijn belangrijke bijdragen aan de jazzfagot heeft hij samengevat in de compilatie Bassoon Anthology uit 2008. Hij schreef ook muziek voor films als A Golden Opportunity, You and Me en Kumann.

## Discografie
- 1979: The Love Letter
- 1981: Espressivo
- 1991: I Hear You (met Wolfgang Lackerschmid, Hans Hazoth, Christian Stock, Aldo Caviglia)